# Curt Mellander
Curt Wilhelm Mellander, född den 21 december 1906 i Göteborg, död den 8 juni 2003 i Vänersborg, var en svensk jurist.
Mellander avlade juris kandidatexamen 1933 och genomförde tingstjänstgöring i Nordmarks domsaga 1933–1936. Han blev fiskal i Göta hovrätt 1937, adjungerad ledamot där 1943, assessor 1946, hovrättsråd i Hovrätten för Nedre Norrland 1948 och tillförordnad revisionssekreterare 1948. Mellander var häradshövding i Nordals, Sundals och Valbo domsaga 1957–1969, i Vänersborgs domsaga 1970, och lagman i Vänersborgs tingsrätt 1971–1973. Han blev riddare av Nordstjärneorden 1951 och kommendör av samma orden 1966. Mellander vilar på Strandkyrkogården i Vänersborg.